# Fuoco amico TF45 - Eroe per amore
Fuoco amico TF45 - Eroe per amore è una serie televisiva italiana, diretta da Beniamino Catena e trasmessa dal 30 marzo 2016 su Canale 5.

## Trama
Il Capitano Enea De Santis è il comandante di un distaccamento della Task Force 45, formato da incursori del 9º Reggimento d'Assalto Paracadutisti “Col Moschin” dell'Esercito Italiano, in missione speciale nella Valle del Gulistan (Provincia di Farah, Afghanistan Occidentale). Nella misteriosa ricerca della verità sulla morte del padre Romeo, medico fondatore dell'organizzazione no-profit Recovery che sarebbe stato ucciso dai talebani tre anni prima e che si scopre essere stato ucciso per aver fatto fuggire dalla struttura il trafficante e terrorista Gemini, Enea viene ostacolato da un gruppo eversivo di occidentali facente capo a Dorrico e anche dai suoi superiori dell'Amis (Agenzia Militare Informazione e Sicurezza) (Agenzia inventata dagli autori): il generale Guidi, la dottoressa Borghi e l'agente Rebecchi. Dopo una lunga indagine condotta dal capitano e dalla sua squadra, si scopre che la strage di Farah e la morte di Romeo De Santis sono collegate fra loro. Un industriale senza scrupoli Dorrico, conduce esperimenti illegali sulla popolazione uccidendo tutte le cavie quando inutili, tutto il suo lavoro viene coperto da un agente dell'Amis corrotto, che si nasconde dietro il nome in codice Cagliostro. Soltanto dopo si scoprirà che Cagliostro non è altro che Emma Borghi, anche se essa continua ad affermare che coprendo le stragi ha eseguito soltanto gli ordini superiori. Anche il colonnello Montani, superiore di Enea in Afghanistan, è coinvolto nel complotto, proprio lui infatti ordina la morte del generale Guidi per proteggere l'identità di Cagliostro. Il colonnello viene ucciso dall'agente Rebecchi,  che arresta la Borghi. Dopo che l'indagine di Enea è giunta al termine la Borghi (assurdamente visto che è coinvolta nel complotto) torna dentro l'Amis con l'intento di trovare il virus con cui Dorrico fa gli esperimenti sugli umani, una mutazione di ebola Legacy. Dorrico si rifugia a Malta dove tenta di rubare il virus e il vaccino. Qui Enea si allea con Samira (la figlia di Gemini, che ha già una relazione tortuosa con il Capitano) la squadra così riesce a trovare i bambini usati come cavie,  tra questi c'è Fedora la figlia di Samira.  La prima serie finisce vedendo Romeo de Santis avvertire Giulia (la sorella di Enea) che il Capitano si trova in pericolo, e si vede un cecchino puntare su Enea, Samira e Fedora.

## Episodi
| Stagione       | Episodi | Prima visione |
| -------------- | ------- | ------------- |
| Prima stagione | 8       | 2016          |

## Personaggi e interpreti

### Personaggi principali
- Enea De Santis, interpretato da Raoul Bova.
È il capitano dell'Esercito Italiano a capo della Task Force 45, distaccamento incursori del 9º Reggimento d’Assalto Paracadutisti “Col Moschin”. In missione in Afghanistan, inizia una ricerca personale sulla morte del padre, dottore ucciso tre anni prima in circostanze misteriose che persino i Servizi segreti italiani rifiutano di svelare. Dopo essere sopravvissuto all'attacco del drone misterioso si rifugia nella caverne di Ghuran e da lì rientra segretamente in Italia e inizia la latitanza insieme al terrorista Gemini, a Samira e ai sopravvissuti della sua squadra e continuerà a ricercare la verità nonostante gli vengano sempre messi i bastoni tra le ruote.
- Samira Kassem, interpretata da Megan Montaner.
È un'operatrice degli ospedali Recovery a Herat che aiuta De Santis nella sua ricerca e che si scopre essere fiancheggiatrice del terrorista Gemini. Scappata in Italia con la TF-45, viene arrestata dall'AMIS e maltrattata. Liberata con uno stratagemma dalla TF-45, tradisce Enea schierandosi con Gemini che si scopre essere suo padre ed è alla ricerca di Fedora, figlioletta che le è stata rapita al campo di Farah. Per ritrovarla si reca a Malta e si ingrazia l'affarista coreano Yung accompagnandolo all'asta di vendita del virus non riuscendo però a ricongiungersi con Fedora che è vittima degli esperimenti.
- Francesco Rebecchi, interpretato da Andrea Sartoretti.
È stato allievo di De Santis all'anti-terrorismo e ora fa parte dell'AMIS (Agenzia Militare Informazione e Sicurezza) e ha una relazione con la sorella di De Santis, Giulia, spacciandosi per un operatore di borsa. In seguito all'attacco alla TF-45 nell'Altopiano di Barak si precipita a Herat per guidare le operazioni dei servizi nel recupero della squadra con l'aiuto dell'Esercito Italiano. Tornato in Italia si mette alla ricerca della TF-45 vedendo con favore la versione di De Santis di fatto non ostacolandogli troppo la latitanza e riuscendo infine grazie a lui a fermare la Borghi. Con il ritorno della sua superiore inizia una missione personale non autorizzata a Malta sostenuto solo dall'agente Nardini.
- Guidi, interpretato da Luigi Diberti.
È il generale capo dell'AMIS e vecchio amico di Romeo De Santis sulla cui morte però cerca di tenere tutto segreto ad Enea. Viene ucciso da Testa che fa ricadere la colpa su Enea con uno stratagemma.
- Emma Borghi, interpretata da Romina Mondello.
È il braccio destro di Guidi all'AMIS che, diversamente da Rebecchi, è ostinata a voler arrestare De Santis perché lo ritiene un corrotto. Si scopre essere Cagliostro ovvero l'identità nascosta che ha falsificato i rapporti in Afghanistan collaborando inconsapevolmente al piano di Dorrico. Una volta arrivata al vertice dell'AMIS al posto di Guidi, si fa venire degli scrupoli e viene quasi uccisa dal colonnello Montani ma viene salvata da Rebecchi che per il suo tradimento la fa arrestare. Torna però operativa per recuperare le sperimentazioni dell'arma batteriologica di Dorrico.
- Ranieri Dorrico, interpretato da Luca Lionello.
È la mente spietata che si cela dietro a Pharmadoor per la sperimentazione di una pericolosissima arma batteriologica.
- Annibale Testa, interpretato da Giordano De Plano.
È un ex agente dell'AMIS che nel decennio scorso ha operato in Yemen e Siria come lagunare e tiratore scelto. Assoldato come mercenario da Dorrico, ha ucciso Romeo De Santis, ha mandato il drone a colpire la TF-45, ha causato il conflitto a fuoco nella Valle del Treja, ha ucciso padre Riccardo, il generale Guidi e Paolo Visentin.
- Issam Kassem detto Gemini, interpretato da Hossein Taheri.
È un terrorista ricercato a livello mondiale che è stato mujaheddin nella difesa dall'invasione sovietica del 1979 dopo di che ha fatto parte del controspionaggio presumibilmente per la CIA o il Mossad per mettersi poi in proprio nel 1992 soprattutto come trafficante d'armi. Viene messo in fuga da Romeo De Santis perché ricercato dagli uomini di Annibale Testa che gli aveva fatto uccidere tutta la famiglia. Arrestato nell'Altopiano di Barak, grazie a delle sue conoscenze riesce ad arrivare in Italia segretamente e a rifugiarsi in una casa al mare da dove riesce a fuggire insieme a Samira che si scopre essere sua figlia sopravvissuta al massacro di Farah. Dopo essere riuscito ad anticipare la TF-45 con Agliardi, Moretti e Dorrico, viene arrestato dall'AMIS mentre Samira riesce a scapare per continuare il lavoro di vendetta e di ricerca della figlia.
- Frezzolini, interpretato da Giuseppe Loconsole.
"Frezzo", ex capitano dell'esercito e ora agente dell'AMIS in Afghanistan, inizialmente fa resistenza alle richieste di Enea sulla morte del padre e collabora con i suoi superiori nell'ostacolarlo avvisandoli dell'imminente arresto di Gemini salvo poi schierarsi totalmente con Enea nella latitanza.
- Paolo Visentin, interpretato da Davide Paganini.
"Viso" è il maresciallo cecchino della TF-45 sopravvissuto all'attacco nell'Altopiano di Barak e complice di De Santis nella latitanza in Italia. Nel tentativo di uscire dalla Pharmadorr si vede morire tra le braccia la fidanzata Giovanna Landini. Recatosi a Malta insieme a Enea e Frezzo, trova la morte dopo essersi azzuffato con Annibale Testa nei pressi dell'albergo dove si sarebbe tenuta l'asta di vendita del virus.
- Francesco De Lucia, interpretato da Alessio Lapice.
È il caporale della TF-45 anch'esso sopravvissuto all'attacco e latitante in Italia. In cambio di soldi e passaporti per se stesso e per la moglie, vende le informazioni della squadra a Gemini dopo averlo liberato e una volta scoperto viene attaccato da Enea e poi fatto scappare.
- Giovanna Landini, interpretata da Giorgia Sinicorni.
È la dottoressa in missione in Afghanistan con la TF-45 e che si ritrova coinvolta per caso nella faccenda dovendo fuggire anch'essa con loro in Italia come latitante. Fidanzatasi con Visentin, viene uccisa alla Pharmadorr dalle guardie di sicurezza nel tentativo di uscire dall'edificio.
- Giulia De Santis, interpretata da Pilar Fogliati.
È la sorella di Enea che lavora all'ASI (Agenzia Spaziale Italiana) e che intrattiene una relazione con Francesco Rebecchi. Una volta scoperta la sua vera identità di agente segreto fugge da lui salvo poi ricredersi sulle sue intenzioni e ricongiungersi poi con il fratello Enea.

### Personaggi secondari
- Romeo De Santis, interpretato da Ugo Pagliai, è il padre di Enea e Giulia e come dottore ha operato in Afghanistan negli ospedali Recovery. Da una di queste strutture ha permesso la fuga al terrorista Gemini venendo per questo ucciso da Annibale Testa. Un filmato ritrovato da Enea nella villa maltese di Dorrico dimostra il coinvolgimento di Romeo nella sperimentazione del virus insieme a Anja Grünwald. ha denunciato all'ONU la sperimentazione del virus
- Chinniti, interpretato da Ludovico Vitrano, sergente dell'Esercito Italiano morto nell'attacco all'Altopiano di Barak (ep. 1).
- Bartolini, interpretato da Vanni Bramati, "Barto" è uno dei più stretti collaboratori e amici di Enea nella TF-45 che muore per un'emorragia interna in seguito all'attacco all'Altopiano di Barak (ep. 1).
- Gori, interpretato da Erik Tonelli, è uno dei sette militari della TF-45 morto nell'attacco di Barak (ep. 1).
- Di Perno, interpretato da Daniel Bondì, soprannominato "Piper" e altro militare morto a Barak (ep. 1).
- Misuraca, interpretato da Alessandro Cosentini, è un altro dei militari morti a Barak (ep. 1).
- Karim, interpretato da Younis Hashem, bambino salvato da Enea nell'Operazione Tuono (ep. 1).
- Montani, interpretato da Simeone Latini: colonnello dell'Esercito Italiano in Afghanistan che si scopre poi essere complice di Dorrico. Viene ucciso da Rebecchi nel tentativo di eliminare la Borghi colpevole di essersi fatta degli scrupoli contro il piano criminale.(ep. 1-4).
- Simona De Lucia, interpretata da Liliana Fiorelli, moglie del caporale De Lucia (ep. 1, 4).
- Nicola Barengo, interpretato da Federico Tolardo, ex collaboratore informatico dell'AMIS contattato da Frezzo per aiutare la TF-45 rendendosi utile come supporto informatico e può procurare armi e telefoni criptati (ep. 2-8).
- Riccardo Rabanotti, interpretato da Giuseppe Boy, prete che ha operato in Afghanistan insieme a Romeo De Santis e che viene ucciso a Roma dal cecchino Testa sotto gli occhi di Enea mentre gli sta raccontando delle cose importanti (ep. 1-2).
- Amir Rahimi, interpretato da Sargis Galstyan, ragazzo afghano messo in fuga da Romeo De Santis e rifugiatosi in Italia dove lavora come beninaio (ep. 2, 7, 8).
- Nardini, interpretato da Giovanni Anzaldo, collega fidato di Rebecchi (ep. 2-8).
- Alice Borghi, interpretata da Maria Mosca, figlia di Emma Borghi e Flavio Parisi (ep. 2-8).
- Karzai, interpretato da Yaser Mohamed, uomo fidato di Gemini e amico di infanzia di Samira. Rimane ucciso nell'inseguimento della figlia di Samira al resort maltese (ep. 2-6).
- Guido Agliardi, interpretato da Paolo Giovannucci, responsabile dei trasporti internazionali della Croce Rossa nonché responsabile logistico di Nexus. Ammalatosi di cancro ai polmoni, si è nascosto in una casa a Bocce dove viene trovato (ep. 3).
- Moretti, interpretato da Claudio Masin, colonnello dei servizi che ha firmato i rapporti degli attacchi ignoti ai campi di Farah, Meymaneh e Punjab. La TF-45 lo trova agonizzante in una sauna di Roma Termini mentre farfuglia il nome di tale Cagliostro che avrebbe coperto l'attacco di Farah e insabbiato altre operazioni (ep. 3).
- Anja Grünwald, interpretata da Brigitte Christensen, dottoressa che era a capo della spedizione Nexus a Farah e che si sarebbe suicidata poco dopo. In realtà la dottoressa è ancor viva e a Malta si occupa dell'asta di vendita del virus come arma batteriologica ma viene sequestrata da Testa e Dorrico a cui aveva rubato fondi e ricerche e , torturata, prima di essere uccisa rivela dove si trova la struttura che ospita i bambini per gli esperimenti (ep. 3, 6).
- consigliere Pharmadoor, interpretato da Fabrizio Bordignon (ep. 4)
- Sottosegretario alla Difesa, interpretata da Antonella Fattori (ep. 4, 5, 7, 8)..
- Tony Lee Yung, interpretato da Yoon C. Joyce, è un ricco uomo d'affari coreano che, affiancato da Samira, partecipa all'asta di vendita del virus perdendola contro Enea (ep. 5-6).
- Flavio Parisi, interpretato da Simon Grechi, è il fidanzato di Emma Borghi dalla quale chiede la separazione togliendole anche la figlia Alice (ep. 5-8).
- Fedora, interpretata da Charlene Nardi, è la figlia di Samira su cui viene sperimentato il virus (ep. 5-8).
- Ivan, interpretato da Vincenzo Crivello, responsabile della struttura di Anja Grünwald che si occupa dei test sui bambini (ep. 5-7).
- Anna Mancini, interpretata da Shalana Santana, dottoressa che si occupa dei test sui bambini e che per i metodi utilizzati si scontra con Ivan (ep. 5-8).
- Asta, interpretato da Federico Rosati, infermiere della struttura di Anja Grünwald (ep. 6).
- Modir Qabbani, interpretato da Maziar Firouzi, egiziano cresciuto in Italia tra i maggiori ricercati dalla CIA e tra i partecipanti dell'asta per la vendita del virus a Malta (ep. 6-7).
- Marco Polledro, interpretato da Giulio Neglia, collega di Giulia De Santis all'ASI (ep. 6-7).
- Alexander Musil, interpretato da Kyle Portman, contractor, ed ex militare russo che assolda mercenari per conto di Dorrico con lo scopo di sequestrare i bambini (ep. 7).
- Vittorio Botti, interpretato da Giovanni Visentin, ex medico dell'Esercito che fiancheggia Dorrico per recuperare il virus e la cura e che dopo la sua morte si troverà ad aiutare Enea nel salvataggio di Samira e Fedora (ep. 8).

## Produzione
Le riprese si sono svolte da aprile a settembre 2015 tra Roma, Marrakesh (Marocco), Malta e Sardegna precisamente a Montevecchio, Riu Mannu, nelle dune di Piscinas e nella grotta di San Giovanni (provincia di Cagliari), nel poligono militare dell'Esercito Italiano di Teulada (provincia di Cagliari) e nel parco suburbano Valle del Treja. Nonostante gli ottimi ascolti e un finale totalmente aperto ad un sequel, la serie non fu rinnovata per una seconda stagione.